# Franz Georg Kaltwasser
Franz Georg Kaltwasser (* 6. November 1927 in Nordhausen; † 18. November 2011) war ein deutscher Bibliothekar und von 1972 bis 1992 Direktor der Bayerischen Staatsbibliothek.

## Leben und Werdegang
Franz Georg Kaltwasser wurde als Sohn von Mathilde Kaltwasser, geborene Menge, und des Diplom-Ingenieurs Georg Kaltwasser in Nordhausen am Harz geboren. Die Familie zog während seiner Kindheit nach Nürnberg um, wo er die Oberrealschule für Jungen an der Loebleinstraße besuchte. Mit fünfzehneinhalb wurde er als Flakhelfer verpflichtet und mit sechzehn musste er die Schule unterbrechen, als seine Flakbatterie nach Schlesien geschickt wurde. Im Frühling 1945 war er Teil der Armee Wenck, die den unausführbaren Auftrag bekam, von Berlin durch die sowjetischen Linien zu brechen. Die Armee wandte sich stattdessen nach Westen, bei Tangermünde war Kaltwasser im Mai 1945 unter den vielen Soldaten, die die Elbe überqueren konnten, damit sie nicht in sowjetische, sondern in amerikanische Kriegsgefangenschaft gerieten. Schnell wieder entlassen, konnte er 1946 das Notabitur ablegen.
Kaltwasser war katholisch, studierte zunächst Katholische Theologie an der Universität Bamberg und wechselte dann an die Universität München, wo er Katholische Theologie, Philosophie und Psychologie studierte. Im April 1953 wurde er in München an der Philosophischen Fakultät bei Aloys Wenzl mit der Dissertation Der Begriff der Willensfreiheit. Eine Auseinandersetzung mit Freiheitsbegriffen seit Kant promoviert. Seine erste Tätigkeit war als Lektor für einen Schulbuchverlag, aber schon nach einem Jahr trat er als Referendar in der Bayerischen Staatsbibliothek (BSB) in München an. Dort verbrachte er den größten Teil seines Berufslebens, zunächst in der Handschriftenabteilung. Ab 1958 war er mit Sabine Kaltwasser verheiratet, mit der er die Kinder Tillmann (* 1959 in München) und Stephanie bekam. Von 1958 bis 1961 leitete er die Landesbibliothek Coburg und kehrte anschließend wieder zur BSB nach München zurück, wo er ab Mitte der 1960er Jahre als Referent für Elektronische Datenverarbeitung und ab 1968 als Leiter der Katalogabteilung arbeitete. Er war Beirat-Vorsitzender der Stiftung Preußischer Kulturbesitz, Vorsitzender des Bibliotheksausschusses der Deutschen Forschungsgemeinschaft. Zudem war er Mitherausgeber der Zeitschrift für Bibliothekswesen und Bibliograhie und des IFLA-Journals.

## Direktor der Bayerischen Staatsbibliothek
Im Jahr 1972 wurde er in Nachfolge von Hans Striedl Direktor der Bayerischen Staatsbibliothek in München und leitete sie bis zu seiner Pensionierung 1992. Kaltwasser übernahm die BSB, als der Wiederaufbau nach dem Krieg im Wesentlichen abgeschlossen war. Die Wiederbeschaffung von Kriegsverlusten ging aber weiter. Das zentrale Thema von Kaltwassers Amtszeit war der „zielstrebige Ausbau der Bayerischen Staatsbibliothek als Forschungsbibliothek“. Er selbst nannte seine Aufgabe: „Die traditionsreiche und reich ausgestattete Bibliothek in das von der Technik bestimmte Zeitalter zu führen.“ Dies wirkte sich aus in Form einer Verdopplung der Neuerwerbungen pro Jahr. Die Zeitschriftenabteilung wurde während dieser Jahre zur größten in Deutschland und der Nummer zwei in Europa hinter der British Library. Dies wurde unterstützt durch die computergestützte Erschließung der Bestände. Unter Kaltwassers Leitung wurde aus frühen Anfängen der elektronischen Kataloge der Bayerische Verbundkatalog, die Altbestände wurden sukzessive elektronisch erfasst, ein Prozess der noch lange nach seiner Amtszeit weiterging und erst 2005 abgeschlossen werden konnte.
Die Rolle der Forschungsbibliothek bedeutete für Kaltwasser auch die funktionale Trennung von der Literaturversorgung für Studenten und anderer Anliegen als der Wissenschaft und des Berufs. Die Abgrenzung zur an der Ludwigsstraße schräg gegenüber gelegenen Universitätsbibliothek München wurde dadurch erschwert, dass die Universitätsbibliothek unzureichend ausgestattet war, weshalb Studenten die BSB als „Studentenbücherei“ nutzten. Er empfand dies als Belastung der Arbeitsmöglichkeiten für Wissenschaftler. In diesem Zusammenhang standen Bestrebungen, den Anteil der Präsenznutzung gegenüber der Ausleihe zu fördern.
Bei Kaltwassers Pensionierung 1992 wurde Hermann Leskien sein Nachfolger. Im Ruhestand gab Kaltwasser sein großes Thema nicht auf. Insbesondere in einem 2006 erschienenen Buch über die wechselnden Rollen der Bayerischen Staatsbibliothek klagte er über ein „verschwindendes Profil“ der BSB und entwickelte ein Zukunftsmodell, in dem er zwischen reinen Forschungsbibliotheken einerseits und „undergraduate libraries“ für Studierende andererseits unterschied. Er orientierte sich dabei am Verhältnis zwischen den Massenuniversitäten und der außeruniversitären Forschungslandschaft mit Max-Planck-Instituten.
Wolfgang Frühwald schrieb über Kaltwasser:

„Er hat viele Jahrzehnte hindurch den „Organismus“ Bibliothek gepflegt und ihn in eine Zeit hineingerettet, in der die „Zukunftssüchtigen“ schon meinten, sie könnten ganz und gar darauf verzichten. […] Er hat [die Bayerische Staatsbibliothek] entwickelt, erschlossen und sie zugleich vor den Schäden durch modernistische Ideologien bewahrt.“

Im Jahr 1992 erhielt er das Bundesverdienstkreuz 1. Klasse. 2011 starb er und wurde wie später sein Sohn, der Architekt Tillmann Kaltwasser, auf dem Münchener Waldfriedhof beigesetzt.

## Veröffentlichungen (Auswahl)
- Die Bibliothek als Museum. Von der Renaissance bis heute, dargestellt am Beispiel der Bayerischen Staatsbibliothek. Harrassowitz, Wiesbaden 1999, ISBN 3-447-03863-2.
- Bayerische Staatsbibliothek – wechselndes Rollenverständnis im Lauf der Jahrhunderte. Harrassowitz, Wiesbaden 2006, ISBN 978-3-447-05322-8.
- Bibliotheksarbeit – ausgewählte Aufsätze. Mit einem Schriftenverzeichnis 1953 bis 2007. Harrassowitz, Wiesbaden 2007, ISBN 978-3-447-05627-4.